# Nikolina Kenig
Nikolina Kenig (mazedonisch Николина Кениг; * 19. Dezember 1968 in Skopje, Jugoslawien) ist eine nordmazedonische Psychologin.

## Leben
Nikolina Kenig studierte zunächst Psychologie, danach machte sie 1994 einen Master-Abschluss in Friedensstudien am Joan B. Kroc Institute for International Peace Studies der University of Notre Dame (USA) sowie 2000 einen Master-Abschluss in Sozialpsychologie an der Universität Skopje. Dort promovierte sie 2006 mit einer Dissertation zum Thema Hofstedes Modell der Kulturdimensionen. Möglichkeiten des Messens im Gruppen- und Individualkontext.
Seit 2016 ist sie ordentliche Professorin für Psychologie an der Universität Skopje. Daneben ist sie seit 2015 Vorsitzende des Ethikausschusses der Nordmazedonischen Psychologenkammer.

## Veröffentlichungen (Auswahl)

### Bücher
- Kvalitativni metodi na istražuvanje (Qualitative Forschungsmethoden), Philosophische Fakultät, Skopje 2008, ISBN 978-9989-934-98-3, 2. Aufl. 2016, ISBN 978-608-238-101-5
- Nasilstvo. Rodova perspektiva (Gewalt. Eine geschlechtsspezifische Perspektive), Philosophische Fakultät, Skopje 2011, ISBN 978-608-4508-70-0
- (mit Violeta Petroska-Beška): Osnovi na psihološko testiranje (Grundlagen psychologischer Tests), Philosophische Fakultät, Skopje 2013, ISBN 978-608-238-006-3, 3. Aufl. 2018, ISBN 978-608-238-149-7
- (mit Renata Dedova): Priračnik za nastavnici vo osnovnite učilišta za temi od oblasta na seksualnoto i reproduktivnoto zdravje i prava (Handbuch für Grundschullehrer zu Themen im Bereich der sexuellen und reproduktiven Gesundheit und Rechte), 2013, ISBN 978-608-4598-10-7
- (mit Stojanka Mirčeva und Violeta Čačeva): Glas za pravda. Istražuvački izveštaj. Procena na sudskite postapki za slučai na semejno nasilstvo, so poseben fokus na menadžiranje na predmetite od rodova perspektiva (Stimme für Gerechtigkeit. Forschungsbericht. Bewertung von Fällen häuslicher Gewalt mit besonderem Schwerpunkt auf das Fallmanagement aus geschlechtsspezifischer Perspektive), 2014, ISBN 978-9989-633-38-6
- (mit Aleksandra Karovska-Ristovska): Priračnik za vrsnički edukatori na temi od oblasta na seksualnoto i reproduktivnoto zdravje i prava (Handbuch für Peer-Pädagogen zu Themen im Bereich der sexuellen und reproduktiven Gesundheit und Rechte), 2015, ISBN 978-608-4598-26-8
- (mit Marina Mitrevska): Pravci za iden razvoj na privatnata bezbednost vo Republika Serverna Makedonija (Wege für die zukünftige Entwicklung der privaten Sicherheit in der Republik Nordmazedonien), 2019, ISBN 978-608-66216-6-7

### Artikel in Zeitschriften und Büchern
- (mit Aida Orgocka): The EU’s role in combating domestic violence against women in Southeast Europe: Perspectives from Albania and Macedonia, in: Thomas Krüßmann and Anita Ziegerhofer (Hrsg.): Promoting gender equality abroad. An assessment of EU action in the external dimension, 2017, ISBN 978-3-643-90616-8, S. 73–92.
- (mit Violeta Petroska-Beška): Ethnocentric history textbooks in a multiethnic society: The case of the Republic of Macedonia, in: Claudia Lichnofsky u. a. (Hrsg.): Myths and mythical spaces. Conditions and challenges for history textbooks in Albania and South-Eastern Europe, 2018, ISBN 3-8471-0811-5, S. 237–248.
- Psychometric analysis of the short version of attitudes toward lesbians and gay men scale (ATLG-S), in: Godišen zbornik / Annuaire, Philosophie Fakultät der Universität Skopje ISSN 0350-1892, Jg. 72.2019, S. 169–181 (doi:10.37510/godzbo1972169k).